# العقلة (ولد ربيع)

تعديل مصدري - تعديل

العقلة هي إحدى قرى عزلة قيفه ال مهدي بمديرية ولد ربيع التابعة لمحافظة البيضاء، بلغ تعداد سكانها 222 نسمة حسب تعداد اليمن لعام 2004.